# Liste samischsprachiger Schriftsteller
Die Liste umfasst Schriftsteller, die in einer der samischen Sprachen schreiben or schrieben, sowie Urheber mündlich überlieferter literarischer Texte.

## A
- Matti Aikio (1872–1929)
- Ima, siehe: Inger-Mari Aikio  (* 1961)
- Nils Mattias Andersson (1882–1974)
- Alexandra Antonowa (1932–2014)

## B
- Karen Anne Buljo (* 1964)
- Ella Holm Bull (1929–2006)

## E
- Inga Ravna Eira (* 1948)

## F
- Anders Fjellner (1795–1876)
- Kati-Claudia Fofonoff (1947–2011)

## G
- Stig Gælok Urheim, siehe: Stig Riemmbe Gælok  (* 1961)
- Ailo Gaup (1944–2014)
- Eino Guttorm (1941–2005)
- Hans Aslak Guttorm (1907–1992)

## H
- Rose-Marie Huuva (* 1943)

## J
- Pedar Jalvi (1888–1916)
- Siri Broch Johansen (* 1967)

## K
- Sunna Kitti (* 1991)

## L
- Andreas Labba (1907–1970)
- Anders Larsen (1870–1949)
- Ann-Helén Laestadius (* 1971)
- Rauni Magga Lukkari (* 1943)

## M
- Rauni Manninen (* 1946)
- Simon Issát Marainen (* 1980)
- Thomas Marainen (* 1945)

## O
- Marja-Liisa Olthuis (* 1967)
- Sara Margrethe Oskal (* 1970)

## P
- Anta Pirak (1873–1951)
- Kirste Paltto (* 1947)

## S
- Isak Saba (1875–1921)
- Máret Ánne Sara (* 1983)
- Hege Siri (* 1973)

## T
- Inghilda Tapio (* 1946)
- Johan Turi (1854–1936)

## V
- Nils-Aslak Valkeapää (1943–2001)
- Láilá Susanne Vars (* 1976)
- Jovnna-Ánde Vest (* 1948)

## W
- Helga West (* 1986)